# Viktor Fadrus (Sohn)
Viktor Fadrus (* 20. April 1912 in Wien; † 7. März 2004 ebenda) war ein österreichischer Pädagoge und Schulreformer. Sein gleichnamiger Vater (1884–1968) war ebenfalls ein Pädagoge und Schulreformer.

## Leben und Wirken
Viktor Fadrus wurde am 20. April 1912 als Sohn des Pädagogen Viktor Fadrus (1884–1968) und dessen Ehefrau Anna (geborene Schererbauer) in Wien geboren. Während sein gleichnamiger Vater ab dieser Zeit mit seiner Tätigkeit als Schulreformer begann, besuchte der Sohn ab 1918 eine Übungsvolksschule an der Lehrerbildungsanstalt. Diese schloss er im Jahre 1922 ab und absolvierte parallel dazu eine künstlerische Ausbildung an der Jugendkunstklasse von Franz Čižek sowie eine Kindersingschule bei Hans Wagner-Schönkirch. Nachdem er Bundesgymnasium Stubenbastei besucht und dort die Matura mit Auszeichnung bestanden hatte, begann er ab 1930 ein Studium der Philosophie, der Psychologie, der Pädagogik, der Germanistik, sowie der Romanistik an der Universität Wien. Im Jahre 1935 legte er seine Lehramtsprüfung für Mittelschulen in den Fächern Deutsch und Französisch ab. Im darauffolgenden Jahr, während dem er zur Probe an einer Schule in Währing tätig war, legte er auch noch die Lehramtsprüfung in Philosophie ab. Noch im selben Jahr dissertierte er bei Karl Bühler und Richard Meister mit der Arbeit Die spezifischen Beobachtungen des Linguisten. Sprachtheoretischer Beitrag zur Methodologie der Sprachwissenschaft.
1938 erhielt Fadrus einen Lehrauftrag an der Columbia University in New York City, konnte diesen jedoch nicht annehmen, da er zur Wehrmacht einberufen worden war. Während seines Kriegsdienstes geriet er nach der bedingungslosen Kapitulation der Wehrmacht in amerikanische Kriegsgefangenschaft, konnte aber nach seiner Freilassung im Jahre 1946 wieder seinen Dienst beim Wiener Stadtschulrat antreten. Sein Vater, der 1944 – mittlerweile knapp 60-jährig – auch in den Zweiten Weltkrieg ziehen musste, war in dieser Zeit als Sektionschef mit dem Wiederaufbau des österreichischen Schulwesens betraut. Nebenbei arbeitete der Sohn als Lektor beim Verlag Jugend & Volk, der in den 1920er Jahren auf Initiative seines Vaters gegründet worden war. Im Jahre 1949 kehrte Fadrus wieder in den Schuldienst zurück und baute am Bundesgymnasium 12, Rosasgasse zusammen mit Lotte Schenk-Danzinger den schulpsychologischen Dienst auf.
1962 erfolgte seine Ernennung zum Direktor des Bundesgymnasiums Wien 17, Geblergasse. Im Alter von 66 Jahren wurde Fadrus im Jahre 1978 in den Ruhestand versetzt, blieb aber auch danach weiterhin als Lektor bei Jugend & Volk tätig und nahm, wie einst sein Vater nach dessen Pensionierung, an Tagungen zu Schulfragen und Schulbüchern teil. Den Nachlass seines Vaters übergab er das Pädagogische Institut der Stadt Wien, woraufhin im Jahre 1985 das sogenannte Fadrus-Archiv eröffnet wurde. 1992 gründete eine Gruppe rund um Fadrus den Verein Verein Wiener Schul Museum, heute Verein für Wiener Bildungs- und Schulgeschichte.
Am 7. März 2004, etwas über einen Monat vor seinem 92. Geburtstag, starb Fadrus in seiner Geburtsstadt Wien und wurde am 24. März 2004 auf dem Friedhof Döbling (Gruppe 19, Reihe 13, Nummer 2) beerdigt. Seine am 4. März 1914 geborene Ehefrau Hertha, ebenfalls eine Doktorin, die mitunter in den 1950er Jahren für den Verlag Jugend & Volk schriftstellerisch tätig war, überlebte ihn um knapp zwei Jahre, starb am 17. Dezember 2005 und wurde an der Seite ihres Ehemannes bestattet.

## Ehrungen
Viktor Fadrus wurde zeitlebens mehrfach geehrt; zu seinen größten Ehrungen zählen die Verleihung des Goldenen Ehrenzeichens für Verdienste um das Land Wien am 7. Januar 1975, das er am 22. Januar 1975 entgegennahm, sowie die Verleihung des Großen Ehrenzeichens für Verdienste um die Republik Österreich am 22. Juli 1977.